# 이헌영
이헌영(李𨯶永, 1837년 ~ 1907년)은 조선 후기 개화기 시대의 문관이다. 본관은 전주(全州)이며, 덕흥대원군의 후손이다. 자는 경도(景度), 호는 경와(敬窩), 동련(東蓮), 시호는 문정(文貞).

## 생애
1867년(고종 4년)에 소과에 합격하여 진사가 되고, 1870년(고종 7년)에 대과 문과 과거시험에 급제하여 홍문관 수찬을 거쳐 1877년에 당상관인 정3품 병조참지를 지냈다. 이후 1881년에 신사유람단 일원인 조사시찰단(朝士視察團) 12명 가운데 1인으로 발탁되어 민건호 등과 함께 4개월간 일본을 시찰하여 개화파의 일원이 되었다. 귀국 후 통리기무아문의 주요 직책을 맡았으며, 승정원 우부승지, 암행어사, 이조참의 등을 거쳐 1883년에는 부산 지역에 처음 설치된 감리서의 책임자인 감리(監理)로 임명되었다. 1884년에 의주부윤, 1887년에 병조참판, 1889년에 대사헌, 1890년에 이조참판, 1894년에 한성판윤과 공조판서, 1896년에 평안남도관찰사 등의 관직을 역임하였다. 1907년에 사망하였으며, 1910년에 '문정(文貞)'이라는 시호가 내려졌다.

## 경력
1867년(고종 4년), 소과 합격 (진사가 됨)
1870년(고종 7년) 4월, 정시(庭試) 문과 급제, 홍문관 수찬 임명
1877년(고종 14년) 4월, 정3품 병조 참지
1878년(고종 15년) 3월, 경기암행어사
1883년(고종 20년) 6월, 이조참의
1883년(고종 20년) 8월, 감리부산항통상사무 (부산항 감리)
1884년(고종 21년) 8월, 의주부윤
1886년(고종 23년) 1월, 참의내무부사(參議內務府事)
1888년(고종 25년) 8월, 종2품 사헌부 대사헌
1890년(고종 27년) 1월, 이조참판
1890년(고종 27년) 7월, 성균관 대사성
1890년(고종 27년) 12월, 경상도 관찰사
1894년(고종 30년) 1월, 형조참판
1895년(고종 32년) 윤5월, 정2품 내부대신
1896년(고종 33년) 6월, 평안남도 관찰사
1898년(고종 35년) 7월, 중추원 일등의관
1899년(고종 36년) 7월, 장례원경
1900년(고종 37년) 6월, 의정부 찬정
1901년(고종 38년) 7월, 의정부 참정
1902년(고종 39년) 6월, 경상북도 관찰사
1903년(고종 40년) 11월, 내부대신
1905년(고종 42년) 1월, 종1품 승진
1906년(고종 43년) 1월, 궁내부 특진관
1906년(고종 43년) 12월, 판돈녕사사

## 가계
- 고조부 : 이련(李槤), 이명희의 부
  - 증조부1 : 군수 이명희(李命喜), 이서헌의 양부, 증 이조참의
  - 증조부2 : 이명혁(李命赫), 이서헌의 생부
    - 조부 : 이서헌(李書憲), 증 이조참판
      - 부: 학생 이정태(李鼎台), 증 이조판서
      - 모 : 조씨(趙氏) - 조재희(趙在禧)의 딸
        - 본인 : 이헌영
        - 첫째부인 : 심씨(沈氏) - 심충봉(沈衝浲)의 딸
        - 둘째부인 : 여흥 민씨(閔氏) - 민영집(閔泳集)의 딸
          - 아들 : 이수일(李秀一)

## 저서
- 《일사집략(日槎集略)》
- 《일본문견록(日本聞見錄)》
- 《일본문견별단초(日本聞見別單草)》
- 《일본세관시찰기(日本稅關視察記)》
- 《조선국수출입반년표(朝鮮國輸出入半年表)》
- 《나가사키세관규식초(長崎稅關規式抄)》

## 같이 보기
- 감리서
- 신사유람단
- 민건호